# Vladimir Bogojevič
Vladimir Bogojevič (Kraljevo, 20 aprile 1976) è un ex cestista e allenatore di pallacanestro bosniaco naturalizzato tedesco.

## Carriera
Giocava come playmaker-guardia. Nel 2003-04 ha vestito la maglia del Sicilia Messina in Serie A, venendo tagliato a novembre dopo 10 gare giocate.
Con la Germania ha disputato due edizioni dei Campionati europei (1997, 1999).

## Palmarès

### Giocatore
- Campionato tedesco: 3

Alba Berlino: 1997-98, 1998-99, 1999-2000
- Coppa di Germania: 2

Alba Berlino: 1999
Colonia 99ers: 2004